# Abies durangensis
Espèce
Statut de conservation UICN

 LC  : Préoccupation mineure
Abies durangensis est une espèce de conifères de la famille des Pinaceae.

## Liste des sous-espèces et variétés
Selon Catalogue of Life (26 août 2014) et World Checklist of Selected Plant Families (WCSP) (26 août 2014) :
- variété Abies durangensis var. coahuilensis (I.M.Johnst.) Martínez (1963)
- variété Abies durangensis var. durangensis

Selon The Plant List (26 août 2014) :
- variété Abies durangensis var. coahuilensis (I.M.Johnst.) Martínez

Selon Tropicos (26 août 2014) (Attention liste brute contenant possiblement des synonymes) :
- sous-espèce Abies durangensis subsp. coahuilensis (I.M. Johnst.) Silba
- sous-espèce Abies durangensis subsp. neodurangensis (Debreczy, I. Rácz & R.M. Salazar) Silba
- variété Abies durangensis var. coahuilensis (I.M. Johnst.) Mart.
- variété Abies durangensis var. durangensis